# Uralskij (Kraj Permski)
Uralskij – osiedle typu miejskiego w Rosji, w Kraju Permskim. W 2010 roku liczyło 8014 mieszkańców.